# استوارت برایتول
استوارت برایتول (انگلیسی: Stuart Brightwell؛ زادهٔ ۳۱ ژانویهٔ ۱۹۷۹) بازیکن فوتبال اهل بریتانیا است.
از باشگاه‌هایی که در آن بازی کرده‌است می‌توان به باشگاه فوتبال هارتل پول یونایتد، باشگاه فوتبال منچستر یونایتد، و باشگاه فوتبال بیشاپ اوکلند اشاره کرد.